# 埃拉吉拉山
埃拉吉拉山（西班牙語：Collado del Cóndor），是委內瑞拉的山峰，位於該國西部梅里達州，處於梅里達市，屬於安第斯山脈中梅里達山脈的一部分，海拔高度4,118米。
8°51′N 70°49′W / 8.850°N 70.817°W